# Michal Huvar
Michal Huvar (* 13. února 1960 Hustopeče), vlastním jménem Miroslav Tiefenbach, je český spisovatel, publicista, nakladatel, cestovatel, filmař. V roce 1997 založil nakladatelství Carpe diem, později i vydavatelství (2006) a filmovou společnost Carpe Diem (2005). Nejpopulárnější část jeho literárního díla představují knihy o českých písničkářích: Pavlu Žalmanovi Lohonkovi a Karlu Krylovi. Filmové záznamy koncertních vystoupení zahraničních i tuzemských umělců promítají kina a vysílají televize. Ve sféře cestovatelství fotografuje a natáčí na místech ve stopách Hanzelky a Zikmunda (Afrikou na dohled, 1997) a cestopisů Karla Čapka (film Obrázky z Holandska, 2012; Italské listy aneb Zdraví a líbá KČ, 2023). Jemu se věnuje soustavně a převádí do filmové podoby všech 5 Čapkových cestopisných knih.

## Životopis
Po absolvování ZŠ v Brumovicích (1966–1971) a v Kobylí na Moravě (1971–1975) vystudoval Střední průmyslovou školu železniční v Břeclavi (maturita 1979). Dále byl krátce na Fakultě stavební Vysokého učení technického v Brně (1979–1980), poté pomocný dělník (1980). V letech 1980–1985 vystudoval Pedagogickou fakultu Masarykovy univerzity v Brně, obor Učitelství všeobecně vzdělávacích předmětů, 5.–12. ročník (český jazyk a literatura–občanská nauka); titul Mgr.
V září 1985 učil na ZŠ ve Velkých Pavlovicích, pak rok v rámci vojenské služby ve Valašském Meziříčí na středním vojenském učilišti. Po návratu z vojny působil 1986–87 na ZŠ v Kloboukách u Brna, v letech 1987–1993 byl středoškolským učitelem na Gymnáziu v Břeclavi a od 17. 4. do 24. 6. 2002, následně od 3. 3. 2008 do 30. 6. 2009 na Gymnáziu ve Velkých Pavlovicích. Od roku 1993 je ve svobodném povolání, nejprve jako žurnalista a fotograf (spolupráce s předními deníky a časopisy, na 1250 příspěvků ve více než 50 médiích), později jako nakladatel, vydavatel (knižní nakladatelství Carpe diem založeno 1997, hudební vydavatelství Carpe Diem Records v roce 2006) a filmový dokumentarista a producent (2005 zakládá filmovou společnost Carpe Diem). Dokumentární filmy odvysílala TV Noe, STV2, koncerty ČT Art. Sám je autorem 6 knih a editorem více než 390 knižních titulů.
K filmu, scénářům, kameře a režii, ho přivedly knihy a k nim speciálně natáčené a na DVD vydávané přílohy, ponejvíce adaptace knih a záznamy hudebních produkcí. Nezřídka se na nich podílel i jako kameraman. Spolupracoval s řadou osobností uměleckého světa /Jana Paulová, Vladimír Merta, Miroslav Kovářík, Jana Štvrtecká, Bob Frídl, Gabriela Vránová, František Derfler, Ladislav Chudík, Oldřich Kaiser, Jiří Lábus, Ladislav Lakomý, Miroslav Moravec, Slávek Janoušek, Pepa Nos, Pavel J. Ryba, Karel Šůcha, Iva Bittová, Damien Riba (FRA), Dean Brown (USA), Suzanne Vega (USA), Dominic Miller (GB), Gerald Clark (JAR), Sarah Tolar (USA), Michael Kocáb, Michal Pavlíček aj./.

## Ocenění
- 1997 České uznání Obce spisovatelů – spoludržitel ceny za činnost v divadle poezie Regina Břeclav
- 2006 La Caméra d‘ Or 2006 – za filmový dokument Krajina révového listu, uděleno ve Francii
- 2007 Grand Prix de la Ville de Mougins – hlavní cena poroty 6. ročníku filmového festivalu Festicam ve francouzském Mougins za dokument Krajina révového listu
- 2007 Hlavní cena diváků (2007) – hlavní cena diváků 6. ročníku filmového festivalu Festicam ve francouzském Mougins za dokument Krajina révového listu

### Tvorba
- 1997 tvůrce a vydavatel prvního českého cestopisného CD-ROMu Afrika 50, po stopách Hanzelky a Zikmunda (1947-1997)
- 2003 autor a vydavatel první české divadelní monografie doplněné o CD a DVD – Knížka o Regině
- 2005 producent a vydavatel prvního tuzemského dvojitého nosiče (CD+DVD) – Bob Frídl: Sto patnáct havranů
- 2006 tvůrce a vydavatel první české knihy poezie doplněné o její zpracování jak zvukové (CD), tak i obrazové (DVD) – Petr Pichl: Tahle kniha
- 2011 první český vydavatel publikující v elektronické podobě kompletní Spisy – František Gellner, I.-III.
- 2011 autor a vydavatel první české elektronické interaktivní knihy – Afrikou na dohled (vyšla 18. 8. 2011)
- 2012 otevírá jako první v ČR prodejní portál s digitálními koncertními záznamy (online) – iKoncert.eu
- 2012 autor a vydavatel prvního českého filmu v Applu (Obrázky z Holandska /zveřejněno 20. 10. 2012/)
- 2012 autor a vydavatel prvního českého filmu s koncertní tematikou v Applu (René Lacko/Live in Bratislava /zveřejněno 30. 10. 2012/)
- 2012 autor a vydavatel prvního českého pouze digitálně vydaného záznamu koncertu (Majerovky/Live at Kaštan)
- 2014 je prvním českým režisérem, jehož záznam výhradně koncertní produkce zamířil do české a slovenské filmové distribuce (Laura a její tygři/Big Bang!); snímek se dostal i jako první svého druhu do seznamu filmů pro České lvy 2014
- 2022 vydává první tuzemskou knihu v nakladatelství Carpe diem, jejíž součástí je na flash kartě vložené filmové zpracování (Čapek, K.: Obrázky z Holandska).